# 후루야도 리쿠
후루야도 리쿠(일본어: 古宿 理久, 2001년 4월 18일~)는 일본의 축구 선수이다.

## 구단 경력
그는 2020년 J1리그의 요코하마 FC에 입단했다. 2021년 8월 J2리그의 미토 홀리호크로 이적했다. 2022년 J3리그의 YSCC 요코하마로 이적했다.